# Yaginumaella nepalica
Yaginumaella nepalica là một loài nhện trong họ Salticidae.
Loài này thuộc chi Yaginumaella. Yaginumaella nepalica được Marek Żabka miêu tả năm 1980.